# Julio Sosa
 (décembre 2022).
La mise en forme du texte ne suit pas les recommandations de Wikipédia : il faut le « wikifier ».
Les points d'amélioration suivants sont les cas les plus fréquents :
- Les titres sont pré-formatés par le logiciel. Ils ne sont ni en capitales, ni en gras.
- Le texte ne doit pas être écrit en capitales (les noms de famille non plus), ni en gras, ni en italique, ni en « petit »…
- Le gras n'est utilisé que pour surligner le titre de l'article dans l'introduction, une seule fois.
- L'italique est rarement utilisé : mots en langue étrangère, titres d'œuvres, noms de bateaux, etc.
- Les citations ne sont pas en italique mais en corps de texte normal. Elles sont entourées par des guillemets français : « et ».
- Les listes à puces sont à éviter, des paragraphes rédigés étant largement préférés. Les tableaux sont à réserver à la présentation de données structurées (résultats, etc.).
- Les appels de note de bas de page (petits chiffres en exposant, introduits par l'outil «  Source ») sont à placer entre la fin de phrase et le point final[comme ça].
- Les liens internes (vers d'autres articles de Wikipédia) sont à choisir avec parcimonie. Créez des liens vers des articles approfondissant le sujet. Les termes génériques sans rapport avec le sujet sont à éviter, ainsi que les répétitions de liens vers un même terme.
- Les liens externes sont à placer uniquement dans une section « Liens externes », à la fin de l'article. Ces liens sont à choisir avec parcimonie suivant les règles définies. Si un lien sert de source à l'article, son insertion dans le texte est à faire par les notes de bas de page.
- La présentation des références doit suivre les conventions bibliographiques. Il est recommandé d'utiliser les modèles {{Ouvrage}}, {{Chapitre}}, {{Article}}, {{Lien web}} et/ou {{Bibliographie}}. Le mode d'édition visuel peut mettre en forme automatiquement les références.
- Insérer une infobox (cadre d'informations à droite) n'est pas obligatoire pour parachever la mise en page.

Pour une aide détaillée, merci de consulter Aide:Wikification.
Si vous pensez que ces points ont été résolus, vous pouvez retirer ce bandeau et améliorer la mise en forme d'un autre article.
Pour les articles homonymes, voir Sosa.
Julio María Sosa Venturini (Las Piedras (Uruguay), 2 février 1926 – Buenos Aires (Argentine), 26 novembre 1964), connu comme Julio Sosa, est un chanteur de tango uruguayen devenu célèbre au cours des années 1950 et des années 1960, étant une des plus grandes icônes de sa génération, surnommé « El varón del tango ».

## Biographie
Il naquit au sein d'une famille modeste, fils de Luciano Sosa, travailleur des champs, et de Ana María Venturini, lavandière. Dans sa jeunesse, à cause de la pauvreté, il travailla dans divers petits boulots (populairement connu comme « changas »). En 1942, il se maria, avec sa petite amie, Aída Acosta qui n'avait que 16 ans, mais se sépara d'elle trois ans plus tard, en 1945.

## Carrière musicale
Ses débuts professionnels furent comme vocaliste dans l'orchestre de Carlos Gilardoni dans la ville de La Paz. Il a ensuite déménagé à Montevideo, pour chanter avec Hugo Di Carlo, Epifanio Chaín, Edelmiro D'Amario y Luis Caruso.  Avec ce dernier, il fit un disque,  où il a laissé cinq interprétations en 1948.
Il partit à Buenos Aires en juin 1949 et connut le succès sur les rives du Río de la Plata, étant considéré comme un des chanteurs de tango les plus importants de la seconde moitié du XXe siècle.
Durant les 15 années de son passage en Argentine, Sosa fut chanteur dans trois orchestres. Le premier, Francini-Pontier (1949-1953), avec lequel il réalisa 15 enregistrements en RCA Victor, parmi ceux-ci Por seguidora y por fiel, Dicen que dicen, Viejo smoking y El hijo triste (unique enregistrement en duo de toute sa discographie, avec Alberto Podestá) ; le deuxième, celui de Francisco Rotundo (1953-1955), avec qui il enregistra 12 thèmes avec le sceau de Pampa,  parmi ceux-ci Justo el 31, Mala suerte, Secreto, Yo soy aquel muchacho et Bien bohemio; et le troisième, celui de Armando Pontier (1955-1960), déjà dissocié de Francini. Dans cette étape, Sosa enregistra en tout 33 enregistrements, 8 d'entre eux pour RCA Victor (1955-1957) et les 23 restants sous le sceau de CBS Columbia (1957-1960).
Certains thèmes importants sont : Tiempos viejos, Araca París, Cambalache, Al mundo le falta un tornillo, Padrino pelao, Tengo miedo, Margo, El rosal de los cerros, Brindis de sangre y Azabache. Au début de 1960, il se sépara  de l'orchestre de Armando Pontier et décida  d'entamer sa carrière en solo, appela le joueur de bandonéon Leopoldo Federico comme  instrumentiste pour l'accompagner dans ses interprétations. Avec l'orchestre de Federico commence un cycle d'enregistrements exceptionnels, confirmant son grand succès et l'accueil du public. Des versions des tangos Nada, Qué falta que me hacés, En esta tarde gris et son récit de La cumparsita sur des vers du poète Celedonio Flores (enregistré par deux fois: 1961 et 1964) sont quelques-uns des grands succès de cette période. 
En 1962, accompagné par l'ensemble de guitares dirigé par Héctor Arbelo, il enregistre pour la compagnie de discographie Columbia douze pièces de musique créole. Il restera avec l'orchestre de Leopoldo Federico jusqu'à sa mort.
Le seul film dans lequel il participa fut Buenas noches, Buenos Aires, un film musical dirigé en 1964 par Hugo del Carril. 
Il fut « baptisé » par le périodiste Ricardo Gaspari comme « El Varón del Tango », du titre de son premier album.
Leopoldo Federico a rendu le chanteur célèbre  à travers ses compositions.

## Discographie

### Albums
- 1961: El Varón del Tango
- 1962: El tango lo siento así
- 1963: Reciedumbre Y Ternura
- 1963: Con Permiso Soy El Tango
- 1964: El Firulete
- 1964: Milonga Triste (guitare)
- 1964: Guapo Y Varón
- 1964: Así Cantaba Julio Sosa (inédit, posthume)

Notes
- Tous les albums acompagné par l'Orchestre de Leopoldo Federico. À l'exception de "Milonga Triste" Guitares.

### Tangos très populaires
- Justo el 31 (1953)
- Bien bohemio (1953)
- Mala suerte (1953)
- ¡Quién hubiera dicho! (1955)
- Padrino Pelao (1955)
- Cambalache (1955)
- Abuelito (1957)
- Seis Años (1960)
- La cumparsita (por que canto así) (1961)
- Rencor (1961)
- María (1962)
- Tarde (1962)
- Mano a mano (1962)
- En esta tarde gris (1963)
- Nada (1963)
- Nunca tuvo novio (1963)
- Qué me van a hablar de amor (1963)
- Milonga triste (1964)
- Guapo y varón (1964)
- El firulete (1964)
- La gayola (1964)

## Télévision
- 1963: Copetín de tangos , show musical avec Elena Medrano et des personnalités invitées. L'émission a été transmise par Canal 13 à  21 heures.

## Liens connexes
- Las Piedras
- Museo Julio Sosa
- Tango
- Carlos Gardel